# Moss Point
Moss Point – miasto w Stanach Zjednoczonych, w stanie Missisipi, w hrabstwie Jackson.